# آنتانیدیترا
آنتانیدیترا (به لاتین: Antaniditra) یک منطقهٔ مسکونی در ماداگاسکار است که در مورامانگا واقع شده‌است. آنتانیدیترا ۶٬۰۰۰ نفر جمعیت دارد و ۹۶۲ متر بالاتر از سطح دریا واقع شده‌است.